# Twink (linguaggio gay)

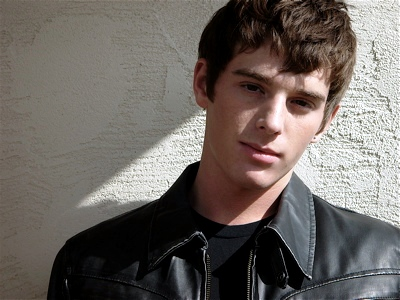
Brent Corrigan, esempio di modello gay "twink" e attore pornografico esperto in barebacking e sesso anale passivo

Twink o twinkie è un termine di origine anglosassone che fa parte del linguaggio gay. Indica un giovane attraente o un uomo gay che dimostra un'età adolescenziale, con fisico magro, sottile e longilineo (ectomorfo), glabro e con pochissimi peli sul corpo.
In inglese questa parola viene a volte sostituita con i termini fox (volpe), plum (prugna), chick (pulcino) o chicken (pollo). Twinkle-toes è un altro termine utilizzato, generalmente in una maniera sprezzante, per indicare un uomo effeminato.
I termini possono avere sia un senso descrittivo neutro sia peggiorativo. I modelli twink, nell'industria della pornografia gay (in cui la parola è molto utilizzata), prosperano nelle prestazioni di sesso anale passivo.

## Origine

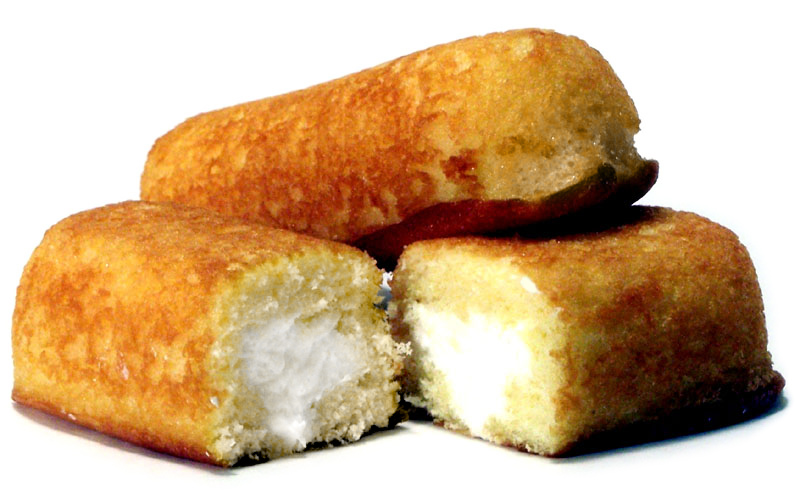
Il pasticcino Twinkie, omonimo del ragazzo twink

Il sostantivo ha origine da un caratteristico dolcetto color giallo oro vagamente a forma fallica chiamato per l'appunto Twinkie; lo spuntino fa parte di quello che è comunemente considerato come cibo spazzatura con pochissimo valore nutritivo e la crema di cui il suo interno è riempito diventa un noto eufemismo per indicare lo sperma.
Un twink è conosciuto e ammirato per la sua presenza e fascino esteriore, tutto proteso verso l'apparenza fisica e privo quasi completamente di profondità interiore; il colore dorato della merenda allude anche ai biondi ossigenati e a coloro che hanno un'eccessiva abbronzatura.
Il surfista californiano biondo e abbronzato, che è stato reso popolare negli anni 1970 e 1980, contribuì a introdurre la nozione di maschio gay fisicamente ben prestante che segue uno stile di vita orientato al massimo benessere fisico, maniaco della pulizia e dedito a una sana alimentazione, attento al fisico e alla pressione prodotta dall'ambiente che lo circonda (avente quindi molte similitudini col twink).

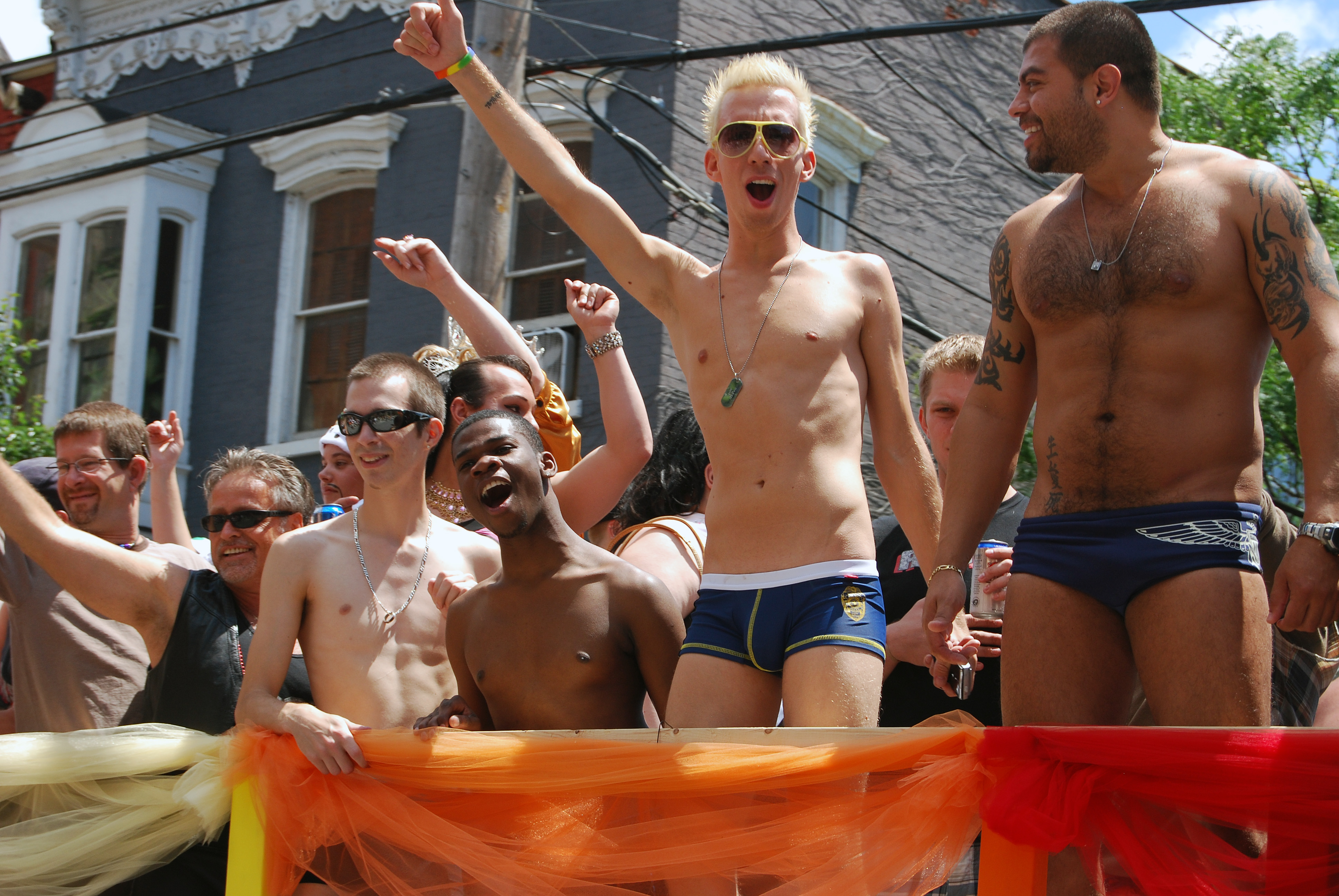
Il contrasto tra un twink (giovane biondo di aspetto giovanile e corporatura esile) e un orso può esser notato in questa foto scattata al Gay Pride di Albany nel 2009

Negli ultimi anni però la maggior parte di tali distinzioni non viene più applicata, restringendo il significato di twink al tipo specifico di giovane uomo dall'aspetto adolescenziale.

## Uso
Originariamente, twink si riferiva soltanto ai giovani bianchi e biondi, ma nel linguaggio LGBT il termine ha assunto presto un senso più lato, venendo attribuito anche a coloro che hanno sì simili caratteristiche fisiche, ma che possono anche non essere biondi o non appartenere all'etnia caucasica.
Il twink ha spesso una rasatura perfetta, a sottolineare la propria neotenia; il termine è stato usato specialmente dagli "orsi" in senso dispregiativo. In molti casi può essere usato come parola descrittiva neutrale, il contrario di "bear", cioè appunto "orso": può a volte anche venir modificato in femme twink, Euro twink e muscle twink.
Esiste un acronimo inverso asserente che twink sta per T-eenager W-hite I-nto No Kink (adolescente bianco un po' vizioso), cioè i criteri necessari per consentire d'esser classificati come "bei ragazzi".

## Esempi di aspetto twink

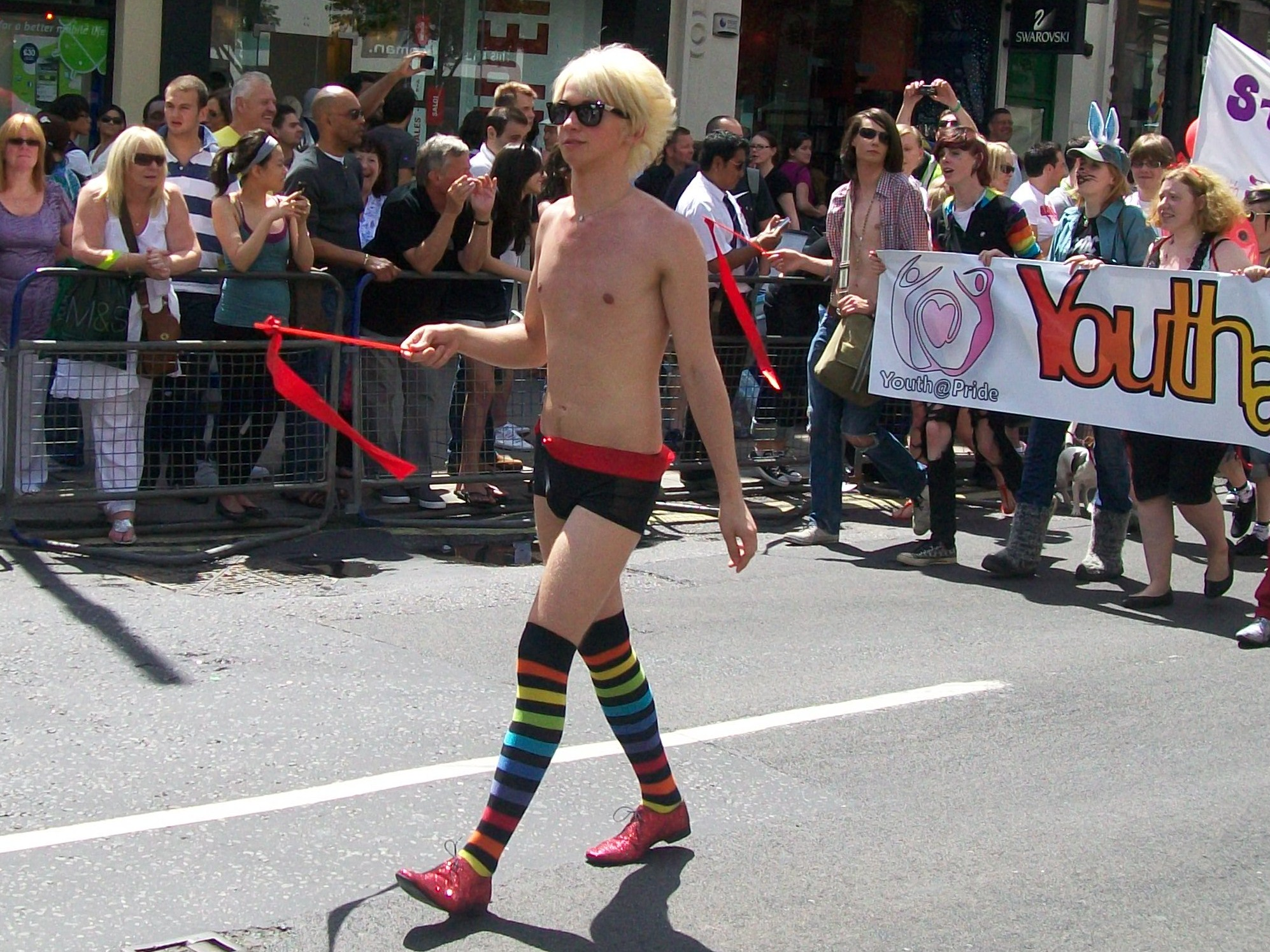
Pride di Londra, 2010
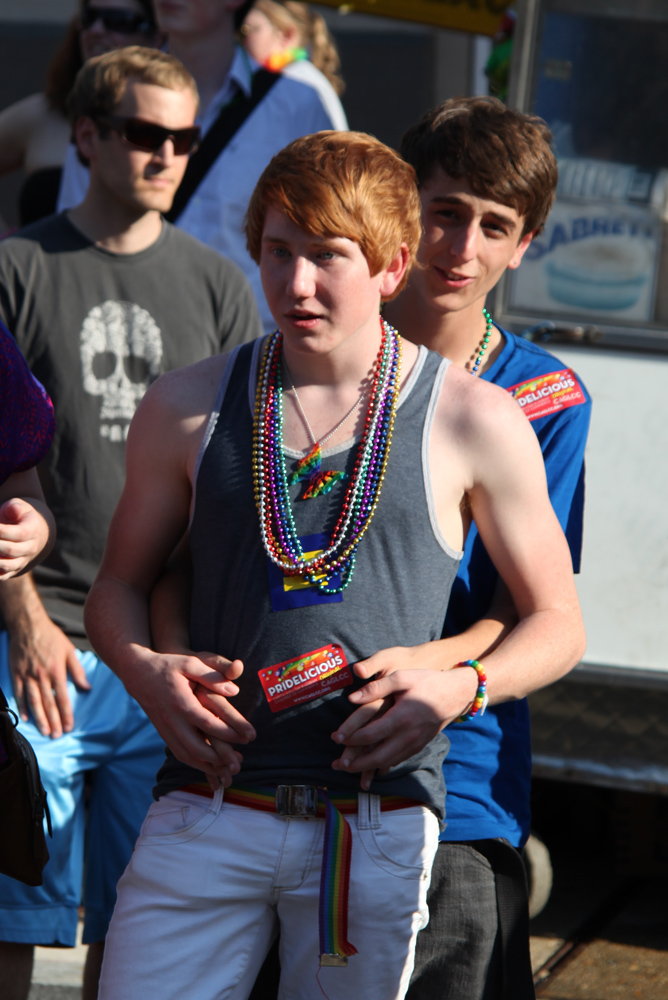
Adolescenti omosessuali statunitensi al Pride 2012
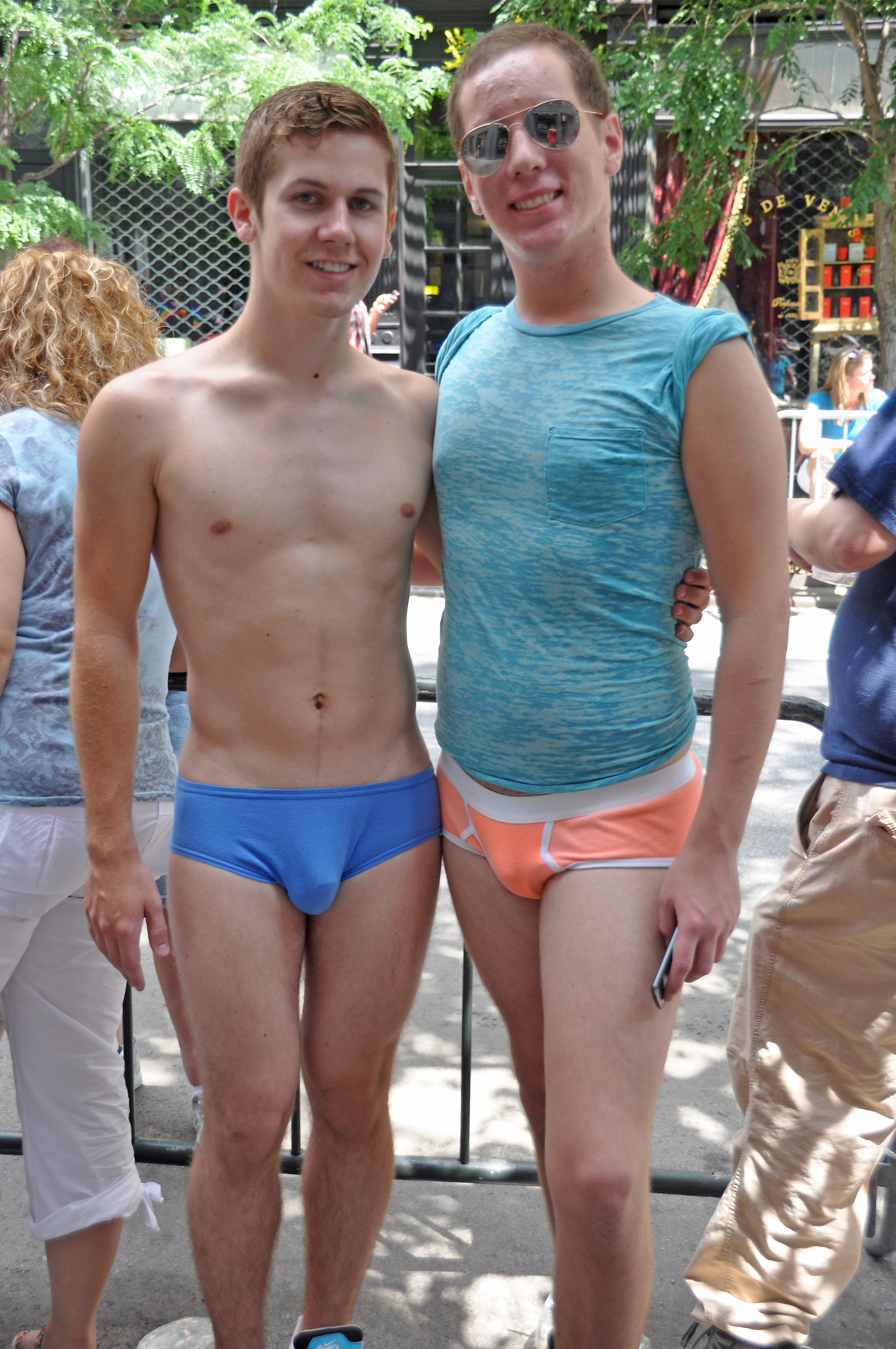
Gay statunitensi, Pride 2011
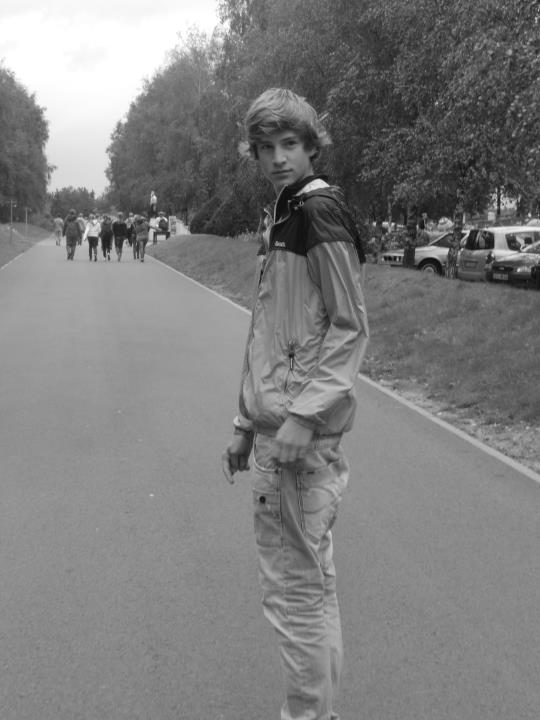
Un "bel ragazzo"
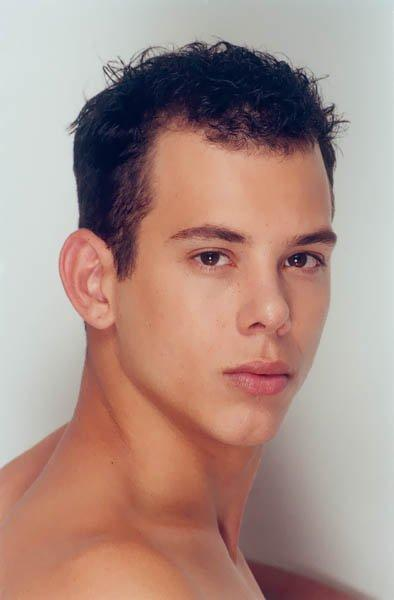
"Stonie", prima della transizione, era un attore pornografico
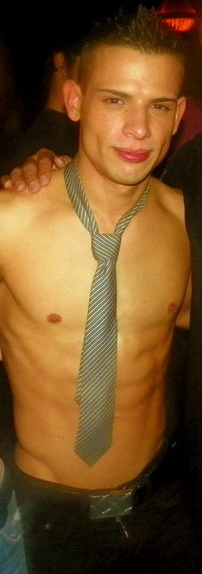
Brent Everett